# Блу-Спрінгс (Небраска)
Блу-Спрінгс (англ. Blue Springs) — місто (англ. city) в США, в окрузі Ґейдж штату Небраска. Населення — 282 особи (2020).

## Географія
Блу-Спрінгс розташований за координатами 40°8′14″ пн. ш. 96°39′46″ зх. д. / 40.13722° пн. ш. 96.66278° зх. д. (40.137192, -96.662835).  За даними Бюро перепису населення США в 2010 році місто мало площу 2,03 км², з яких 1,99 км² — суходіл та 0,05 км² — водойми.

## Демографія
Згідно з переписом 2010 року, у місті мешкала 331 особа в 147 домогосподарствах у складі 97 родин. Густота населення становила 163 особи/км².  Було 172 помешкання (85/км²).
Расовий склад населення:
| - 95,2 % — білих - 1,2 % — корінних американців - 1,5 % — осіб інших рас |

До двох чи більше рас належало 2,1 %. Частка іспаномовних становила 2,7 % від усіх жителів.
За віковим діапазоном населення розподілялося таким чином: 19,9 % — особи молодші 18 років, 57,1 % — особи у віці 18—64 років, 23,0 % — особи у віці 65 років та старші. Медіана віку мешканця становила 49,3 року. На 100 осіб жіночої статі у місті припадало 99,4 чоловіків;  на 100 жінок у віці від 18 років та старших — 97,8 чоловіків також старших 18 років.
Середній дохід на одне домашнє господарство  становив 40 392 долари США (медіана — 32 019), а середній дохід на одну сім'ю — 44 803 долари (медіана — 43 542). Медіана доходів становила 31 964 долари для чоловіків та 24 375 доларів для жінок. За межею бідності перебувало 32,0 % осіб, у тому числі 48,5 % дітей у віці до 18 років та 12,5 % осіб у віці 65 років та старших.
Цивільне працевлаштоване населення становило 152 особи. Основні галузі зайнятості: освіта, охорона здоров'я та соціальна допомога — 24,3 %, виробництво — 19,7 %, роздрібна торгівля — 11,8 %, мистецтво, розваги та відпочинок — 9,9 %.